# Rytidosperma sorianoi
Rytidosperma sorianoi är en gräsart som beskrevs av Elisa G. Nicora. Rytidosperma sorianoi ingår i släktet kängurugräs (släktet), och familjen gräs. Inga underarter finns listade i Catalogue of Life.